# Malthinus ikauensis
Malthinus ikauensis es una especie de coleóptero de la familia Cantharidae.

## Distribución geográfica
Habita en Marruecos.